# Nigérians
 (janvier 2022).
La mise en forme du texte ne suit pas les recommandations de Wikipédia : il faut le « wikifier ».
Les points d'amélioration suivants sont les cas les plus fréquents :
- Les titres sont pré-formatés par le logiciel. Ils ne sont ni en capitales, ni en gras.
- Le texte ne doit pas être écrit en capitales (les noms de famille non plus), ni en gras, ni en italique, ni en « petit »…
- Le gras n'est utilisé que pour surligner le titre de l'article dans l'introduction, une seule fois.
- L'italique est rarement utilisé : mots en langue étrangère, titres d'œuvres, noms de bateaux, etc.
- Les citations ne sont pas en italique mais en corps de texte normal. Elles sont entourées par des guillemets français : « et ».
- Les listes à puces sont à éviter, des paragraphes rédigés étant largement préférés. Les tableaux sont à réserver à la présentation de données structurées (résultats, etc.).
- Les appels de note de bas de page (petits chiffres en exposant, introduits par l'outil «  Source ») sont à placer entre la fin de phrase et le point final[comme ça].
- Les liens internes (vers d'autres articles de Wikipédia) sont à choisir avec parcimonie. Créez des liens vers des articles approfondissant le sujet. Les termes génériques sans rapport avec le sujet sont à éviter, ainsi que les répétitions de liens vers un même terme.
- Les liens externes sont à placer uniquement dans une section « Liens externes », à la fin de l'article. Ces liens sont à choisir avec parcimonie suivant les règles définies. Si un lien sert de source à l'article, son insertion dans le texte est à faire par les notes de bas de page.
- La présentation des références doit suivre les conventions bibliographiques. Il est recommandé d'utiliser les modèles {{Ouvrage}}, {{Chapitre}}, {{Article}}, {{Lien web}} et/ou {{Bibliographie}}. Le mode d'édition visuel peut mettre en forme automatiquement les références.
- Insérer une infobox (cadre d'informations à droite) n'est pas obligatoire pour parachever la mise en page.

Pour une aide détaillée, merci de consulter Aide:Wikification.
Si vous pensez que ces points ont été résolus, vous pouvez retirer ce bandeau et améliorer la mise en forme d'un autre article.
Les Nigérians ou le peuple nigérian sont des citoyens du Nigeria ou d'ascendance nigériane. Le nom Nigeria vient du fleuve Niger qui traverse le pays. Ce nom aurait été inventé à la fin du XIXe siècle par la journaliste britannique Flora Shaw, qui épousa plus tard le baron Frederick Lugard, un administrateur colonial britannique. Le Nigéria est composé de divers groupes ethniques et cultures et le terme Nigérian fait référence à un statut de citoyenneté. Les Nigérians sont issus de plus de 250 groupes ethnolinguistiques. Bien qu'il existe plusieurs groupes ethniques au Nigeria, les facteurs économiques entraînent une mobilité importante des Nigérians d'origines ethniques et religieuses multiples pour résider dans des territoires au Nigeria qui sont en dehors de leur origine ethnique ou religieuse, ce qui entraîne le mélange des divers groupes ethniques et religieux, surtout dans les villes du Nigeria. Le pidgin nigérian est la lingua franca des Nigérians. Le Nigeria est divisé à peu près en deux entre les musulmans, qui vivent principalement dans le nord, et les chrétiens, qui vivent principalement dans le sud ; les religions indigènes, telles que celles originaires des ethnies Igbo et Yoruba, sont minoritaires.

## Origine ethnique
Les Nigérians viennent de multiples origines ethniques et religieuses car la fondation du Nigeria est le résultat d'une création coloniale par l'Empire britannique .

## Histoire
Il y a eu plusieurs États historiques majeurs au Nigeria qui ont influencé la société nigériane via leurs rois, leurs systèmes juridiques, fiscaux, administratifs et religieux Le nord du Nigeria a été culturellement influencé par l'islam, y compris plusieurs grands États islamiques historiques de la région. L'empire Kanem-Bornu et le califat de Sokoto étaient les principaux États islamiques historiques du nord du Nigéria. Le sud du Nigéria détenait historiquement plusieurs États puissants, dont les royaumes du Bénin et d'Oyo, la Confédération d'Ife et plusieurs autres États Yoruba .

## Culture
La culture nigériane a été profondément affectée par la domination coloniale britannique. Tels que la dénonciation et les attaques contre la polygamie par les autorités coloniales britanniques, les ordalies et certains types de sacrifices. Dans le même temps, les autorités coloniales britanniques ont maintenu et promu la culture nigériane traditionnelle afin de renforcer l'administration coloniale. Les Britanniques ont répandu le christianisme dans tout le sud du Nigéria et les missionnaires chrétiens ont aidé les autorités britanniques à établir un système éducatif de style occidental au Nigéria qui a abouti à l'enseignement de la langue anglaise au Nigéria et à son adoption ultérieure comme langue principale du Nigéria. Les Britanniques ont remplacé le travail domestique non rémunéré par du travail salarié . Avant la colonisation au XXe siècle, les tribus nigérianes étaient établies en communauté sous  régime foncier, de sorte que la terre ne pouvait être ni achetée ni vendue. La colonisation importe la notion de propriété individuelle.

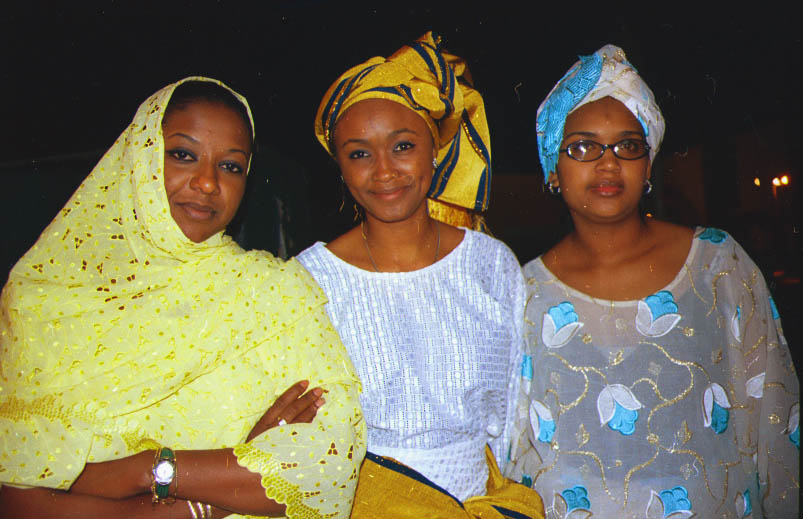
Femmes nigérianes peuls haoussa, portant des vêtements traditionnels
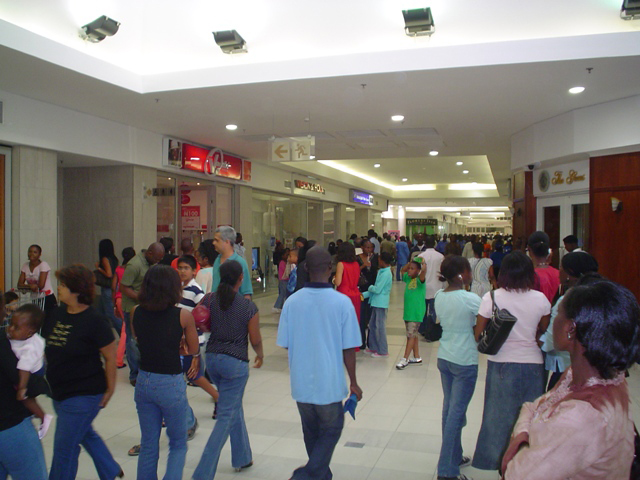
Nigérians faisant du shopping dans un centre commercial à Lagos
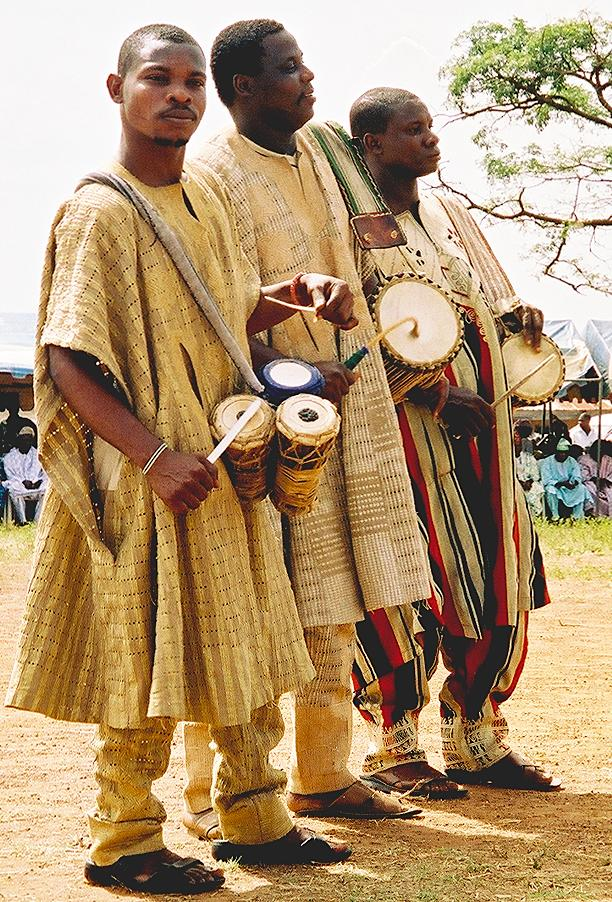
Hommes nigérians Yoruba d'origine Kwara, portant des vêtements traditionnels et jouant de la batterie
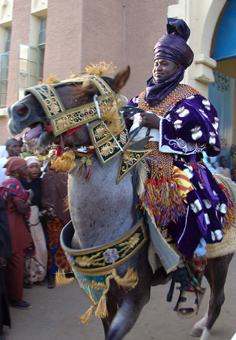
Cavalier au festival de Kano Durbar
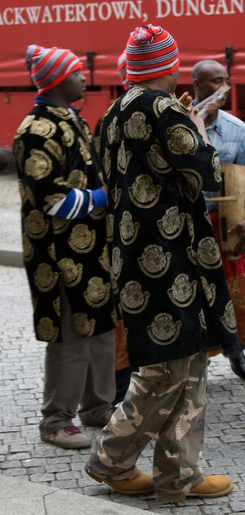
Hommes nigérians Igbo, portant l ' Isiagu moderne avec le chapeau traditionnel des hommes Igbo
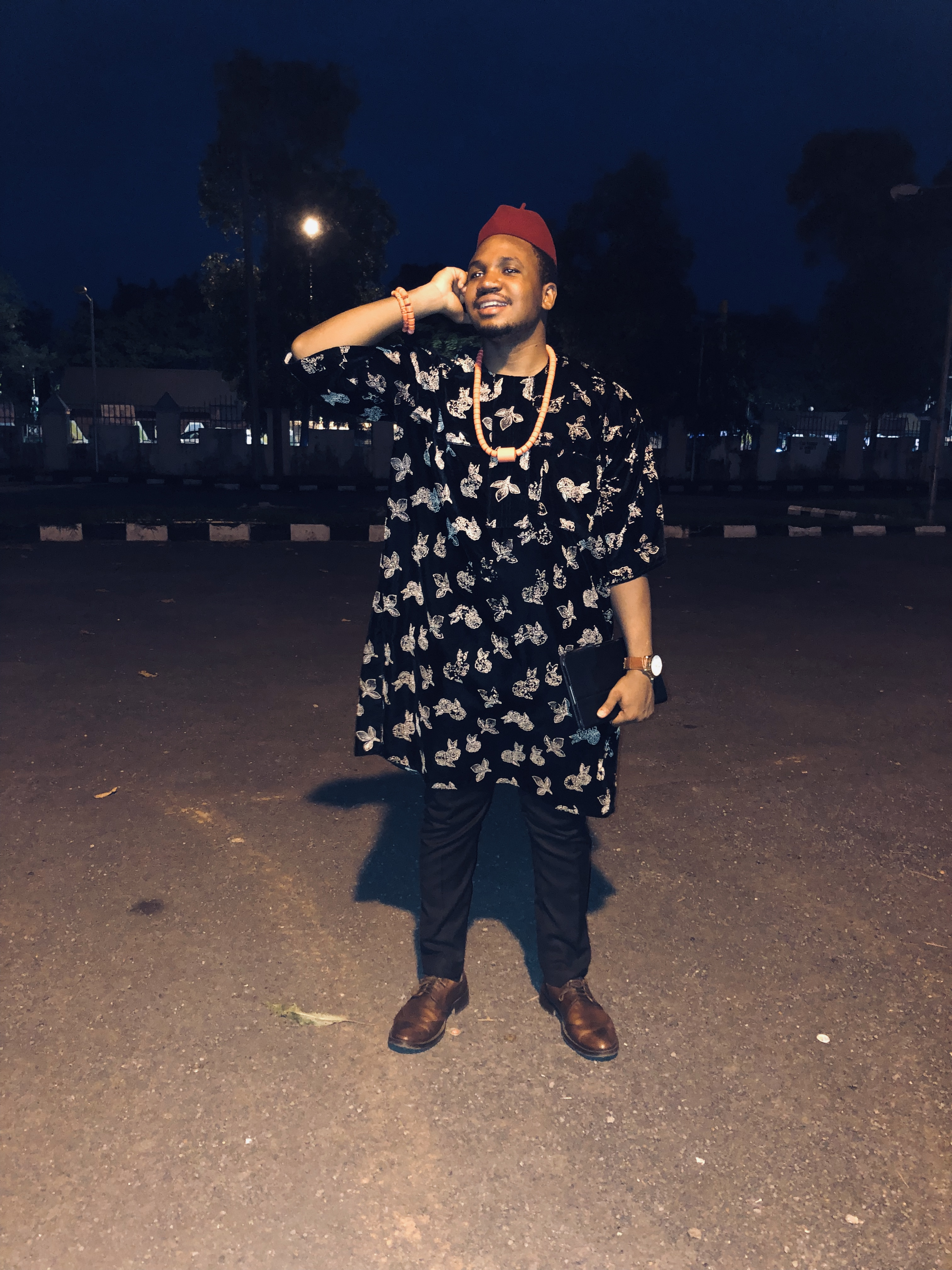
Un homme Igbo dans sa tenue culturelle
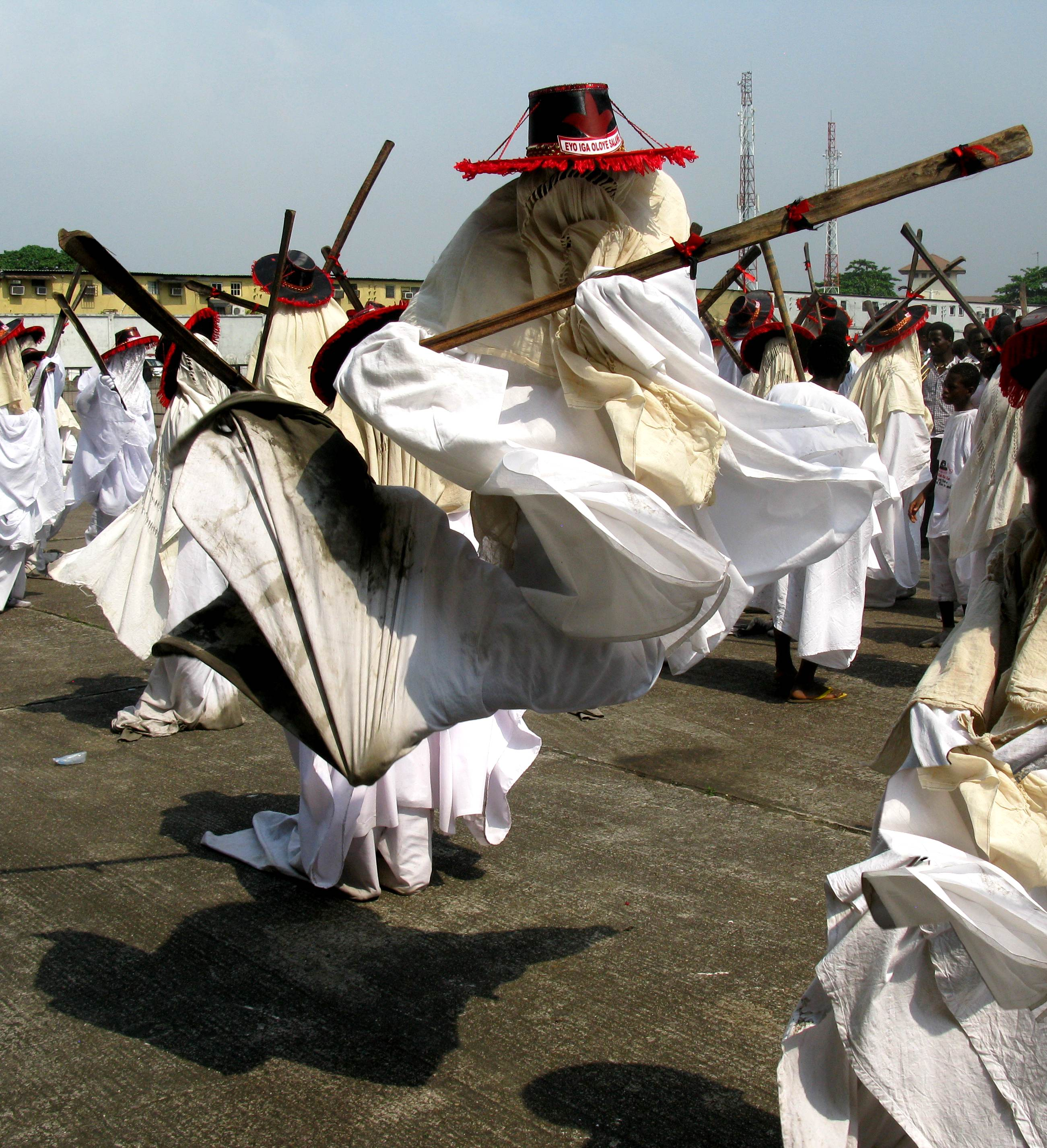
Un saut du festival de mascarade Eyo Iga Olowe Salaye
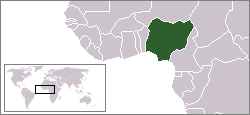
Carte de l'Afrique de l'Ouest, montrant le Nigeria en vert foncé
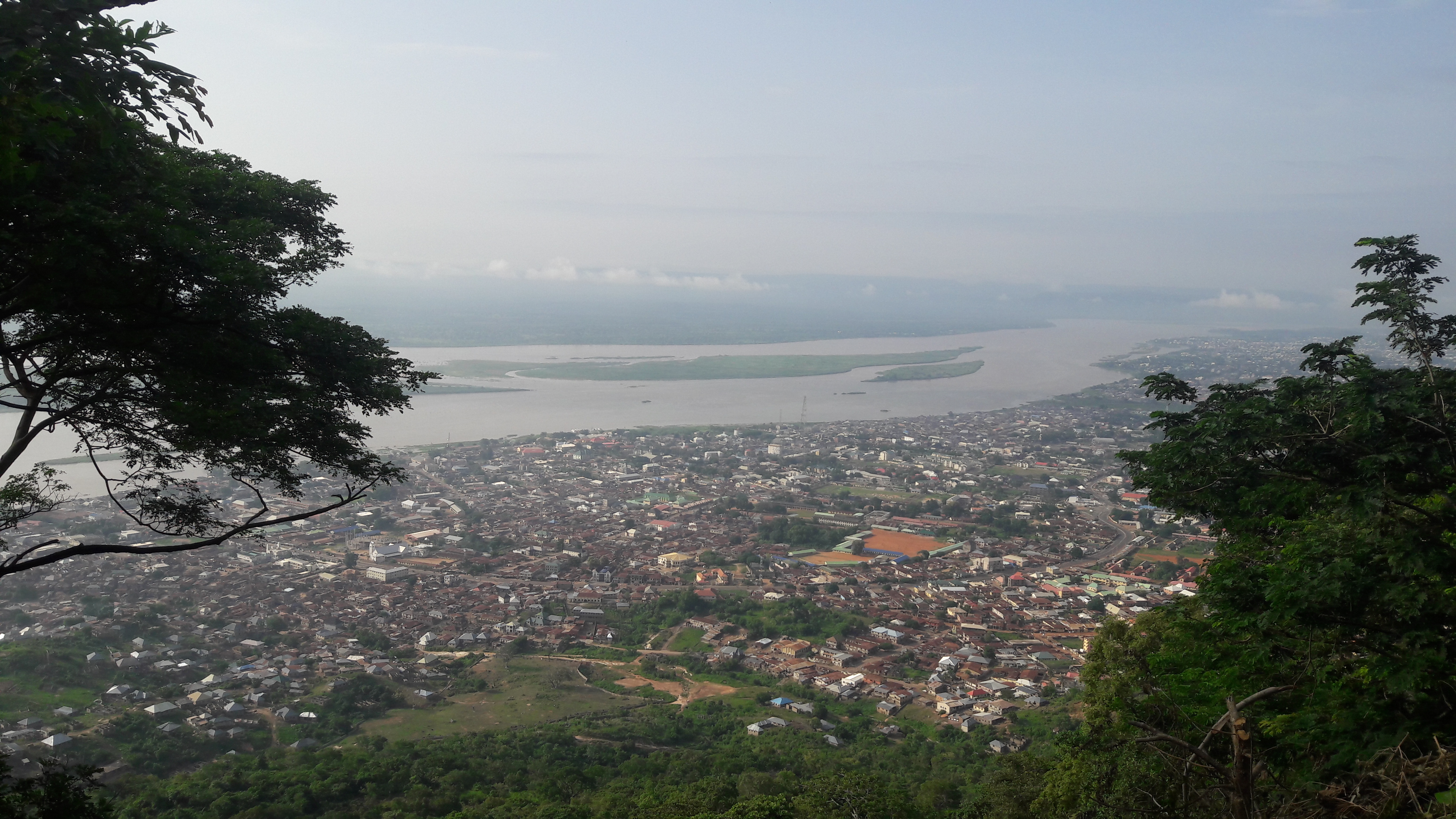
Une vue de lokoja au sommet de la colline du mont Patti. État de Kogi

Au Nigéria, plus de 70% des Nigérians vivent dans des villages de deux types différents : le premier type utilisé par les Igbo et les Tiv est éparpillé, le second type utilisé parmi les peuls haoussa, yoruba et kanuri est concentré en noyau. Ces villages sont composés de membres de l'ethnie liés par l'ascendance ainsi que d'étrangers qui ont été assimilés à l'ethnie. Depuis la période précédant la colonisation jusqu'à nos jours, les tribus nigérianes ont pour pratique courante d'adopter des étrangers dans les tribus. Un aîné masculin de la communauté sert généralement de chef de village ou de Baale.
Dans les grandes villes du Nigéria, les Européens, Libanais et Indiens se mélangent aux Nigérians. L'importance économique des villes nigérianes a entraîné des migrations de personnes de leur patrie ethnique ou culturelle traditionnelle vers des villes situées en dehors de ces territoires. Les Igbo, Hausa-Fulani et Ibibio ont généralement migré vers Lagos et de nombreux habitants du sud migrent vers le nord pour faire du commerce ou travailler tandis qu'un certain nombre de travailleurs saisonniers du nord et de petits entrepreneurs se dirigent vers le sud.

## Religion
- Musulmans 53,5%[27]
- Catholique 11,2%[27]
- Autre chrétien 34,7%[27]
- Traditionaliste 5,9%[27]
- Non spécifié 0,5 %[27]

## Sectarisme
Les différends et tensions ethniques et religieux divisent les Nigérians sur les questions politiques. En particulier, entre le nord musulman et le sud chrétien, ce qui a  provoqué d'importants conflits politiques au Nigeria. La violence à motivation ethnique et à motivation religieuse exercée par les extrémistes a également accru ces tensions.
Cependant, malgré des cas d'extrémisme, la plupart des Nigérians continuent de coexister pacifiquement. Une identité nigériane commune est encouragée parmi les plus instruits et les plus aisés. Bien qu'il existe des divisions culturelles entre les Nigérians, la langue anglaise est couramment utilisée comme langue principale. En outre, la plupart des Nigérians partagent un engagement fort envers les libertés individuelles et la démocratie. Même pendant les périodes de régime militaire, ces gouvernements militaires ont été contraints de maintenir des positions démocratiques par le peuple nigérian. Les personnalités politiques nigérianes connaissent généralement plusieurs langues autochtones en dehors de leur propre langue autochtone.